# مهدي مهدويكيا
مهدي مهدويكيا (مهدڤيكيا) من مواليد 24 يوليو 1977 في طهران، لاعب كرة قدم إيراني سابق، ولعب مع نادي هامبورغ الألماني ومنتخب إيران لكرة القدم.
بدأ مهدافيكيا مسيرته الكروية مع نادي بانك ميلي، وفي عام 1995 انتقل إلى نادي برسبوليس، ولعب له لمدة ثلاثة مواسم، وفي موسم 1998–99 انتقل إلى نادي بوخوم الألماني، ولعب له 12 مباراة وسجل 3 أهداف، وفي عام 1999 انتقل إلى نادي هامبورغ الألماني، ثم انتقل إلى نادي إنتراخت فرانك فورت 2007 وما زال يلعب معه إلى الآن.
و لعب مهدافيكيا مع منتخب إيران لكرة القدم منذ عام 1996، وقد اشتهر بعد أن سجل هدفا في كأس العالم لكرة القدم 1998 على منتخب الولايات المتحدة لكرة القدم، وقد شارك في كأس العالم لكرة القدم 2006، وفي عام 2003 تم اختياره كأفضل لاعب في آسيا.

## مسيرته الكروية
لعب مهدي مهدفيكيا خلال مسيرته الاحترافية مع 6 أندية في تسعة عشر موسمًا وسجل خلالها 54 هدفًا ضمن 384 مباراة. ولم يفز بأي موسم بالكأس وفاز في موسمين بالدوري.
خاض مهدي مهدفيكيا مسيرته مع نادي برسبوليس في موسم 1995–96 في المرة الأولى واستمر معه طيلة ثلاثة مواسم ثم في موسم 2011–12 ولمدة موسمين، مشاركًا طوالها في 81 مباراة سجل خلالها 21 هدفًا. ثم انتقل إلى نادي بوخوم في موسم 1998–99 لمدة موسم واحد، حيث شارك في 12 مباراة سجل خلالها 3 أهداف. لينتقل بعدها إلى نادي هامبورغ في موسم 1999–00 ليلعب معه ثمانية مواسم، مشاركًا في 211 مباراة سجل خلالها 26 هدفًا. ثم انتقل إلى نادي آينتراخت فرانكفورت في موسم 2007–08 ولمدة موسمين، مشاركًا في 32 مباراة ولم يسجل أي هدف. هذا وانتقل لاحقًا إلى نادي ستيل آذين في موسم 2009–10 ولمدة موسمين، مشاركًا في 34 مباراة سجل خلالها 4 أهداف.

## روابط خارجية
- مهدي مهدويكيا على موقع الاتحاد الدولي (مؤرشف)  (الإنجليزية)
- مهدي مهدويكيا على موقع قاعدة بيانات كرة القدم.إي يو (الإنجليزية)
- مهدي مهدويكيا على موقع بيانات كرة القدم. دي إي (الألمانية)
- مهدي مهدويكيا على موقع ليكيب (الفرنسية)
- مهدي مهدويكيا على موقع ناشيونال فوتبول تيمز (الإنجليزية)
- مهدي مهدويكيا على موقع Soccerway.com (الإنجليزية)
- مهدي مهدويكيا على موقع عالم كرة القدم.نت (الإنجليزية)
- مهدي مهدويكيا على موقع كووورة